# Edgar Blum
Edgar Blum (* 10. August 1928 in Pirmasens; † 22. Januar 2019) war ein pfälzischer Maler, Grafiker, Illustrator, Autor und Filmemacher.

## Leben
Als Jugendlicher wurde er im Zweiten Weltkrieg zum Kriegsdienst eingezogen. Krieg und die von ihm verbrachte Gefangenschaft von 1944 bis 1946 prägten seine Jugend. Nach der Rückkehr in das stark zerstörte Pirmasens realisierte er dort seinen Lebenstraum, von 1949 bis 1951 studierte Blum Grafik-Design und arbeitete anschließend freiberuflich als Maler und Grafiker.
Von 1954 bis 1979 war er Dozent an der Volkshochschule Pirmasens und auch viele Jahre Seminarleiter für Lehrer im Bereich Bildende Kunst.
Der Künstler lehrte außerdem ab den 1960er Jahren an der EWH Landau und bekleidete verschiedene Ämter in Ausschüssen der Stadt Pirmasens, darunter auch als Mitglied des Stadtrats. 1988 gab er den Lehrauftrag ab und legte auch seine Ehrenämter nieder.
Seit 1970 war Blum Vorstandsmitglied der Arbeitsgemeinschaft Pfälzer Künstler und zudem seit vielen Jahren Mitglied in der Pfälzischen Sezession.
Blum arbeitete in Pirmasens als Maler, Grafiker, Illustrator, Autor und Filmemacher und hatte als solcher auch immer wieder Einzel- und Gruppenausstellungen so zum Beispiel in Karlsruhe, Mainz, Speyer, Saarbrücken, Schloss Mainau am Bodensee, Erfurt, Koblenz, Zwickau und vielen weiteren Städten in Rheinland-Pfalz sowie Frankreich und Italien.

## Auszeichnungen
- 1977 Förderpreis zum Pfalzpreis der Vereinigung Pfälzer Kunstfreunde
- 1980 Kunstpreis der Pfalzwerke
- 1988 Stadtehrenplakette der Stadt Pirmasens
- 1992 Kunstpreis und Picasso – Medaille der VPK
- 1995 Rheinland-Pfälzischer Fernsehpreis der Landeszentrale Privater Rundfunkveranstalter
- 2001 Ehrenmedaille der Arbeitsgemeinschaft Pfälzer Künstler

## Werke (Auszug)
Presseveröffentlichungen, Kataloge, Editionen von Mappenwerken wie:
- Jahreszeiten
- Regio Meridianus
- Wasgau
- Dem Schüler der Erfahrung
- Südliche Weinstraße, Gesicht einer Landschaft
- Illustrationen zu Charles Baudelaires Blumen des Bösen
- Pfälzische Miniaturen (mit Texten von Wolfgang Diehl)
- Bilder gegen den Krieg
- Gemäldezyklus von 60 Bildern zu den Metamorphosen Ovids

## Filme
- Pirmasens – Evolution bis Stunde Null
- Pirmasens im Bombenhagel der Jahre 1944/45
- Der Steppenwolf und Hugo Ball;
- Heinrich Bürkel – Eine berühmte Pirmasenser Persönlichkeit